# Agnolo di Ventura
Agnolo di Ventura (Siena, 1312 ante – 1349 post) è stato uno scultore e architetto italiano.

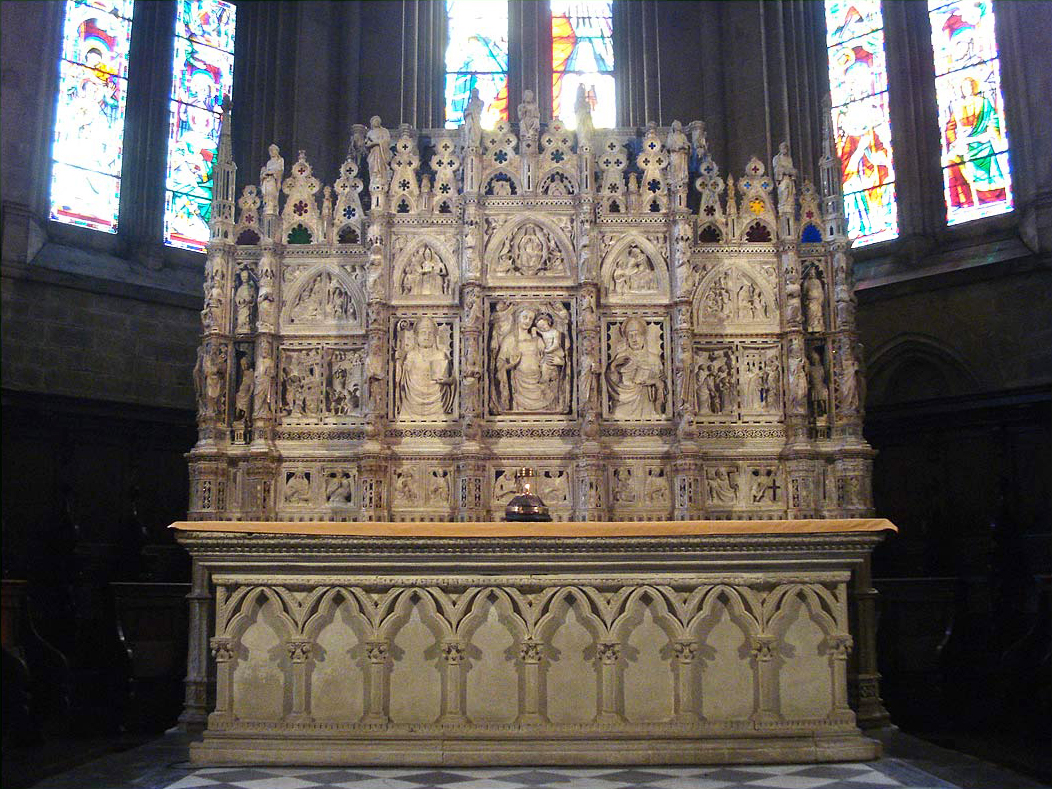
Arca di San Donato, nel Duomo di Arezzo

Non si conoscono con certezza le date esatte della nascita e della morte, ma è attestato per la prima volta nel 1312 ed ancora vivo nel 1349.
Fu stretto collaboratore di Agostino di Giovanni, con il quale collaborò tra le altre cose alla realizzazione del monumento funebre di Guido Tarlati (1330, ubicato nel Duomo di Arezzo) e della Porta Romana a Siena (iniziata nel 1328). A lui si deve la costruzione della Porta Tufi (1325-1326), sempre a Siena. Gli sono state attribuite diverse opere nel territorio toscano, come a Volterra e Massa Marittima.
Il Vasari lo menziona nelle sue Vite insieme ad Agostino di Giovanni nella biografia a loro intitolata: Agnolo e Agostino.